# 通用希臘語
通用希臘語（「通用语」），又譯民間希臘語、共通希臘語、科伊内希腊语，或作希利尼話（Hellenistic）或亞歷山大語（Alexandrian），是一種希臘語口語和書寫的跨區域通行標準形式（Common supra-regional form），流行於希臘化時代、古代羅馬和拜占庭時代。通用希臘語是古希臘語的第三段歷史時期(公元前3世紀至公元6世紀)。
隨著公元前4世紀亞歷山大大帝的東征，通用希臘語透過古希臘語的傳播演變而成，並且在接下來的幾個世紀裡都是地中海地區和中東地區的通用語。通用希臘語主要以阿提卡希臘語和愛奧尼亞希臘語為基礎，通過與其他方言語言均一化帶來的多樣混合形成，風格包括了較為保守的文學形式到當時口語。
在羅馬帝國興起後，通用希臘語在公元1至2世紀時亦是帝國的非正式第一或第二語言。
作為拜占庭帝國的主導語言，它進一步發展成為中古希臘語 ，不過當中古希臘語和現代希臘語成為日常語言時，通用希臘語依舊是拜占庭帝國的法院語言，直到1453年帝國瓦解為止。
通用希臘語的重要性不僅在於它是希臘歷史裡第一個共同的方言，以及通俗希臘語的主要原型；它在西方文明的發展亦具有重要的影響力，是後古典希臘文學和學術寫作的媒介，如普盧塔克和波利比烏斯的作品。 通用希臘語亦是基督教發展最初所使用的語言，包含《新約全書》、《七十士譯本》（希伯來聖經在公元前3世紀的希臘文譯本）和早期教父書信、神學著作等都是以通用希臘文寫成，所以也被稱為聖經希臘語、新約希臘語、教會希臘語。通用希臘文今日繼續被當作東正教的禮儀語言。

## 历史
通用希腊语发源于亚历山大大帝军中的通用语言。由于来自不同地区的雇佣兵在亚历山大的军队中服役，他们的语言逐渐融合并产生了通用希腊语。在马其顿的领导下，这种语言的使用区域从托勒密王朝的埃及延伸至美索不达米亚的塞琉古帝国。它替代了各种古希腊语方言并形成了一个能为众人理解的日常语言形式。自公元前323年亚历山大大帝逝世起；古典希腊语告一段落，至公元330年，君士坦丁大帝建立君士坦丁堡，希腊语进入中古时代，期间这段时期的“后古典希腊语”就是通用希腊语；也就是古典希腊时期至中世纪之间的希腊语。
希腊化时代的学者们认为通用语是四种古希腊方言的混合产物。这一观点得到了20世纪语言学家保罗·克雷奇默的支持。然而乌尔里希·冯·维拉莫维茨-默伦多夫和安东尼·梅耶依据通用语中强烈的爱奥尼亚色彩，认为通用语是爱奥尼亚希腊语的简化版。
当今最为学界所接受的论点是由希腊语言学家格尔吉奥斯·哈奇达基斯（Γεώργιος Χατζιδάκις）提出的。他的研究显示，阿提卡希腊语是通用语的核心，而爱奥尼亚和其他方言也对通用语施加了影响。根据希腊化世界不同的地理位置，各种方言的影响程度也不尽相同。因此，爱奥尼亚人在安纳托利亚的殖民地（即本都）的民众所说的通用语可能就会带有更多的爱奥尼亚希腊语色彩。而拉科尼亚和塞浦路斯则可能各自带有多利安希腊语和亚该亚塞浦路斯希腊语的特征。希腊化时期的书面语与阿提卡希腊语极为相似，因此也被称为通用阿提卡语。

## 语法
通用希腊语有五个语法格（主格、属格、与格、宾格、呼格），四种语气（陈述、虚拟、命令、祈愿，其中祈愿式在新约时代逐渐并入虚拟式），三个名词性（阳、中、阴），六种时态系统（多种时态，并包括三种语态：主动、中动、被动，此外还有以中动、被动表主动的“异相”），两种数（单数、复数）。

## 发音
和古典希腊语相比，通用希腊语没有长短元音的对立。音强重音取代了音高重音。降调消失，只有高调转化成音强重音。复合元音单化（不包括 /au/ 和 /eu/）。/au/ 和 /eu/ 中的 /u/ 擦音化为 /v/。浊塞音和送气塞音擦化。下面列出公元前1世纪到公元2世纪期间的情况。

### 元音
复合元音单化后的单元音状况:
|          | 前元音    | 前元音    | 后元音   |
|          | 展唇元音  | 圆唇元音  | 圆唇元音 |
| -------- | --------- | --------- | -------- |
| 高元音   | /i/ ι, ει | /y/ υ, οι | /u/ ου   |
| 半高元音 | /e/ η     |           |          |
| 半低元音 | /ε/ αι, ε |           | /o/ ω, ο |
| 低元音   | /a/ α     | /a/ α     | /a/ α    |

### 辅音
塞音和擦音:
|        | 唇音  | 齿音   | 软腭音 |
| ------ | ----- | ------ | ------ |
| 清塞音 | /p/ π | /t/ τ  | /k/ κ  |
| 浊擦音 | /β/ β | /d/ δ  | /ɣ/ γ  |
| 清擦音 | /f/ φ | /tʰ/ θ | /kʰ/ χ |
其他辅音:
| 鼻音 | /m/ μ | /n/ ν [ŋ] γ |
| 流音 | /l/ λ | /ɾ/ ρ       |
| 咝音 | /s/ σ | /z/ ζ,σ     |

## 外部連結
- Greek-Language.com （页面存档备份，存于） Dictionaries, manuscripts of the Greek New Testament, and tools for applying linguistics to the study of Hellenistic Greek
- New Testament Greek Online （页面存档备份，存于）
- Polis Koine （页面存档备份，存于） A method to learn Koine Greek including a video of a class
- Diglot （页面存档备份，存于） A daily di-glot or tri-glot (Vulgate) reading